# رودلف شتاينر (منافس ألعاب قوى)
رودلف شتاينر هو منافس ألعاب قوى سويسري، ولد في 16 يناير 1951.

## وصلات خارجية
- رودلف شتاينر على موقع الاتحاد الدولي لألعاب القوى (الإنجليزية)
- رودلف شتاينر على موقع أوليمبيديا (الإنجليزية)